# Alois Auer von Welsbach

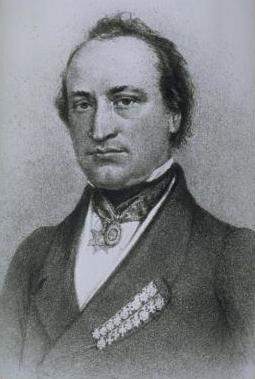
Alois Auer Ritter von Welsbach. Lithographie.

Alois Auer Ritter von Welsbach (* 11. Mai 1813 in Wels, Österreich ob der Enns, als Alois Auer; † 10. Juli 1869 in Hietzing bei Wien) war ein österreichischer Drucker, Erfinder und botanischer Illustrator. Er war vor allem in den 40er und 50er Jahren des 19. Jahrhunderts aktiv. Er verfasste neben zahlreichen Werken auf Deutsch und anderen Sprachen das erste über den Naturselbstdruck. Er war Direktor der österreichischen Staatsdruckerei, die Bildbände von wissenschaftlichem Interesse produzierte.

## Leben und Wirken
Alois Auer entstammt der Flößerfamilie Matthias Auer und Maria Anna, geborene Mayr. Am 16. Oktober 1849 heiratete er in der Wallfahrtskirche Maria Schauersberg bei Thalheim bei Wels Therese, Tochter des Kaufmanns Neuditschka. Sie waren die Eltern von Leopoldine Maria (geb. 18. Oktober 1850), Alois Johann Maria (geb. 4. Mai 1854), Amalia Josepha Maria (geb. 5. Februar 1856) und Carl Johann Joachim (1858–1929), dem späteren österreichischen Chemiker, Erfinder und Unternehmer. 1860 wurde die Familie Auer als Ritter von Welsbach in den Adelsstand, 1901 Sohn Carl zum Freiherren erhoben.
Auers frühe Karriere begann mit dem Unterrichten in italienischer Sprache, woraufhin er zunehmende Sprachkenntnisse auf seinen Reisen durch Deutschland, Frankreich und England erwarb. Das in seinem Studium der Typographietechnik angeeignete Wissen wandte er an, als er 1841 Direktor des Druckhauses des wienerischen Hofes wurde. Die von ihm entwickelten Schmucktypen ermöglichten größere Flexibilität, und das Unternehmen wurde sehr erfolgreich durch die Möglichkeit, 500 europäische Dialekte darstellen zu können (ohne Russisch, Türkisch und Hebräisch) und beinahe 150 Sprachen der ganzen Welt.
Das erste veröffentlichte Werk über Naturselbstdruck war Die Entdeckung des Naturselbstdruckverfahrens. Hierin beschrieb er detailliert die Nutzung von pflanzlichem Material, Gestein und Textilgewebe, das in Blei oder Gummi gedrückt wurde, um zu demonstrieren, was er als einen großen Fortschritt in der Produktion botanischer Werke sah. Seine Absicht war, „künstlerisch-wissenschaftliche Objekte“ zu erschaffen und dabei die Probleme bei der Herstellung von Herbarien und anderen naturhistorischen Werken weitgehend zu vermindern. Ein anderer Illustrator, Henry Bradbury, begann an ähnlichen Produktionsprozessen zu arbeiten, nachdem er Auers Erfindung gesehen hatte.

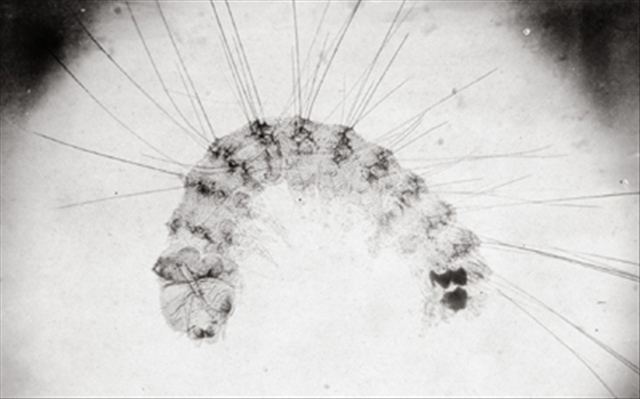
Polygraphie von
Alois Auer von Welsbach
Salzdruck (Fotografie), 1853

Sein Interesse an Naturwissenschaften und Sprachen schlug sich sowohl in Publikationen nieder, die seine Werke über die zahlreichen Druckverfahren enthielten, als auch in dem außergewöhnlichen Erfolg der Staatsdruckerei selbst. Abgesehen von den Bänden und Tafeln, die durch das Naturselbstdruckverfahren entstanden, veröffentlichte er auch einige der ersten Bücher mit fotografischen Anteilen. Die Publikation Microphotographie soll die erste gewesen sein.
Er erfand ein „typometrisches“ System, das die Nutzung vieler fremder Alphabete mit Schmucktypen erleichterte, die im Drucksatz verwendet wurden. Dies wurde beschrieben in seinem Werk Der polygraphische Apparat.
Sein Amt als Direktor der Wiener k. u. k. Hof- und Staatsdruckerei von 1841 bis 1864 brachte einige Fortschritte hinsichtlich des automatisierten Hochgeschwindigkeitsdrucks, des Kupferplattendrucks und neuer typographischer Verfahren, womit die Druckerei unter seiner Leitung zu einem Unternehmen von Weltruf wurde.
Er hielt Vorträge über Sprachen, und er übernahm später das Direktorat der österreichischen staatlichen Porzellanfabrik.
Auer war der erste Ehrenbürger seiner Heimatgemeinde Wels, wo im Villenviertel südöstlich des Bahnhofs die Alois-Auer-Straße nach ihm benannt ist. Im Jahr 1856 wurde er zum Mitglied der Gelehrtenakademie Leopoldina gewählt. Er ruht in der Familiengruft auf dem Hietzinger Friedhof.

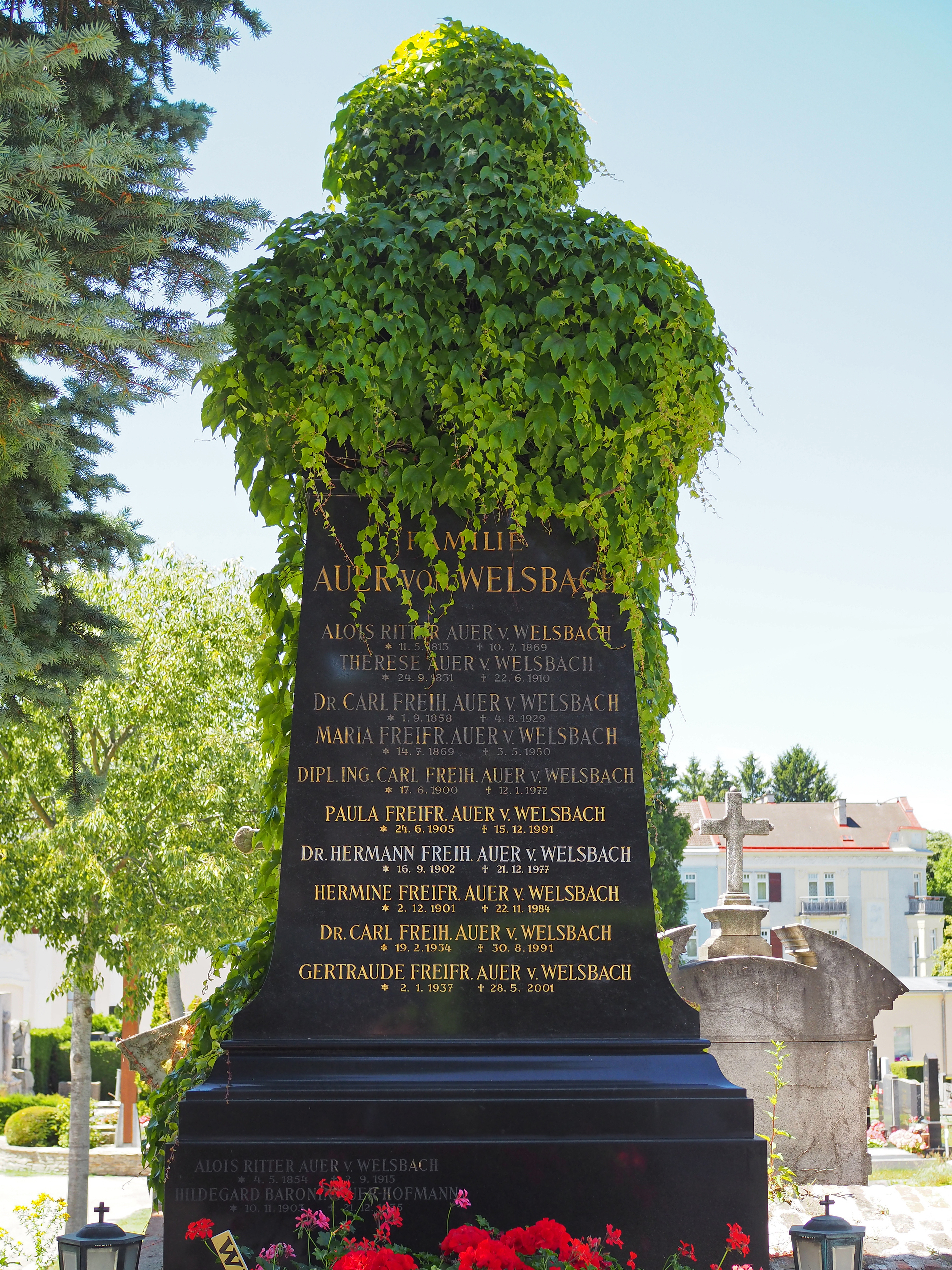
Grab von Alois Auer von Welsbach in der Familiengruft auf dem Hietzinger Friedhof